# Dulovo (Slovaquie)
Pour les articles homonymes, voir Dulovo.
Dulovo (hongrois : Dúlháza) est un village de Slovaquie situé dans la région de Banská Bystrica.

## Histoire
La première mention écrite du village date de 1455.

## Démographie

### Évolution de la population
| Année:               | 1994. | 2004.    | 2014.   | 2024.    |
| -------------------- | ----- | -------- | ------- | -------- |
| Nombre de personnes: | 166   | 204      | 216     | 272      |
| Différence:          |       | +22,89 % | +5,88 % | +25,92 % |

| Année:               | 2023. | 2024.   |
| -------------------- | ----- | ------- |
| Nombre de personnes: | 271   | 272     |
| Différence:          |       | +0,36 % |